# Giovanni Battista Ceirano

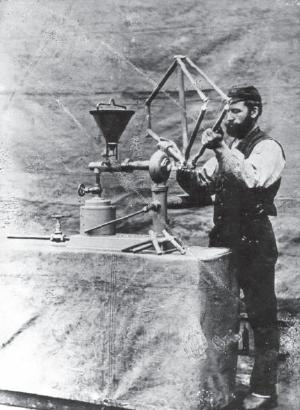
Giovanni Battista Ceirano

Giovanni Battista Ceirano (ur. 1860 w Cuneo, zm. 1912 w Bordighera) – włoski przedsiębiorca działający w branży samochodowej. Wraz z braćmi (Ernesto, Giovanni i Matteo) założył wiele firm produkujących samochody we Włoszech.
Pierwszy własny zakład naprawiający, a następnie produkujący rowery założył w Turynie. W 1989 roku razem z inżynierem Aristide Faccioli zawiązał spółkę, która opracowała i wykonała pierwsze prototypy samochodu z silnikiem spalinowym konstrukcji Faccioli. W rok później przedsięwzięcie zostało sprzedane firmie Fiat, dając początek produkcji pierwszego modelu firmy pod nazwą Fiat 3 ½ CV. W nowej firmie Faccioli objął stanowisko głównego inżynierem, natomiast Ceirano został mianowany szefem produkcji.
W 1901 roku Ceirano wraz z bratem Matteo założył firmę Ceirano Fratelli, a po dwóch latach kolejną – S.T.A.R (z bratem Giovannim).
W 1904 roku Giovanni Battista Ceirano ze względów zdrowotnych wycofał się z interesów.
Firmy prowadzone przez jego braci produkowały m.in. samochody pod marką Itala oraz Junior. Bracia Ceirano byli również kierowcami wyścigowymi, założycielami firm S.P.A. oraz S.C.A.T., jak również mieli swój udział w tworzeniu i działalności takich przedsiębiorstw jak: Lancia, Isotta Fraschini, Bianchi (firma).